# Фронтовые бригады

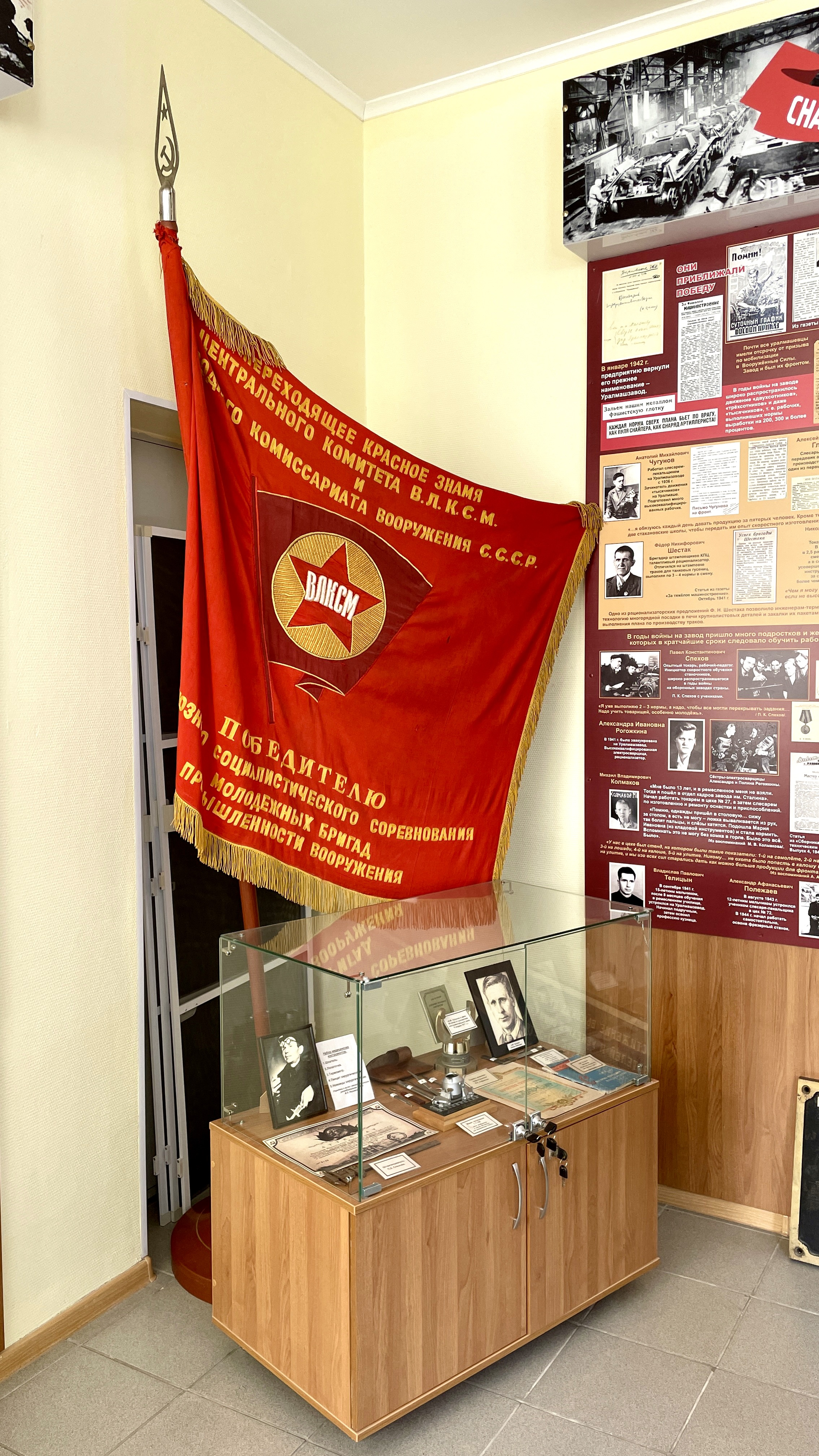
Переходящее знамя фронтовых бригад в музее Истории УЗТМ

Фронтовые комсомольско-молодёжные бригады — форма социалистического соревнования между трудовыми коллективами молодых рабочих на предприятиях тыла в годы Великой Отечественной войны.

## История
Предшественниками фронтовых бригад были комсомольские «ударные фронтовые» бригады, отличавшиеся высокой производительностью труда. В начале войны на предприятиях тыла существовало 35 тыс. таких бригад.
Начало социалистического соревнования и создание фронтовых бригад на предприятиях под девизом «В труде — как в бою!» относят к осени 1941 года. Инициаторами соцсоревнования называют мастера Уральского завода тяжёлого машиностроения М. Попова и бригадира инструментальщиков Горьковского автозавода В. Шубина. Основными целями соревнования было досрочное выполнение производственных заданий для нужд фронта, а также увеличение объёмов производства военной продукции при сокращении численности рабочих. Звание фронтовой бригады присваивалось трудовому коллективу, перевыполнявшему производственные задания в ходе соревнования 150—200 % при сохранении качественных показателей. Бригада, претендовавшая на звание фронтовой, должна была публично дать клятву об исполнении производственных обязательств.
В 1942 году движение фронтовых бригад стало массовым. В 1943 году ЦК ВЛКСМ совместно с наркоматами организовали Всесоюзное соцсоревнование молодёжных бригад за право носить звание фронтовых. Участники движения занимались рационализаторской деятельностью, направленной на повышение производительности труда, обучались смежным профессиям. Наибольшее число таких бригад было создано на предприятиях оборонной промышленности — к июлю 1942 года насчитывалось около 10 тыс. бригад, объединявших около 100 тыс. юношей и девушек, к 1945 году — около 155 тыс. бригад общей численностью свыше 1 млн чел. Отчёты о работе лучших публиковались в Комсомольской правде и других молодёжных периодических изданиях.
В последние годы войны фронтовыми бригадами стали чаще называть творческие коллективы, выступавшие с представлениями в воинских подразделениях.

## Память
В честь движения фронтовых бригад названы улицы в Екатеринбурге, Уфе, Новодвинске.